# Stien Eelsingh

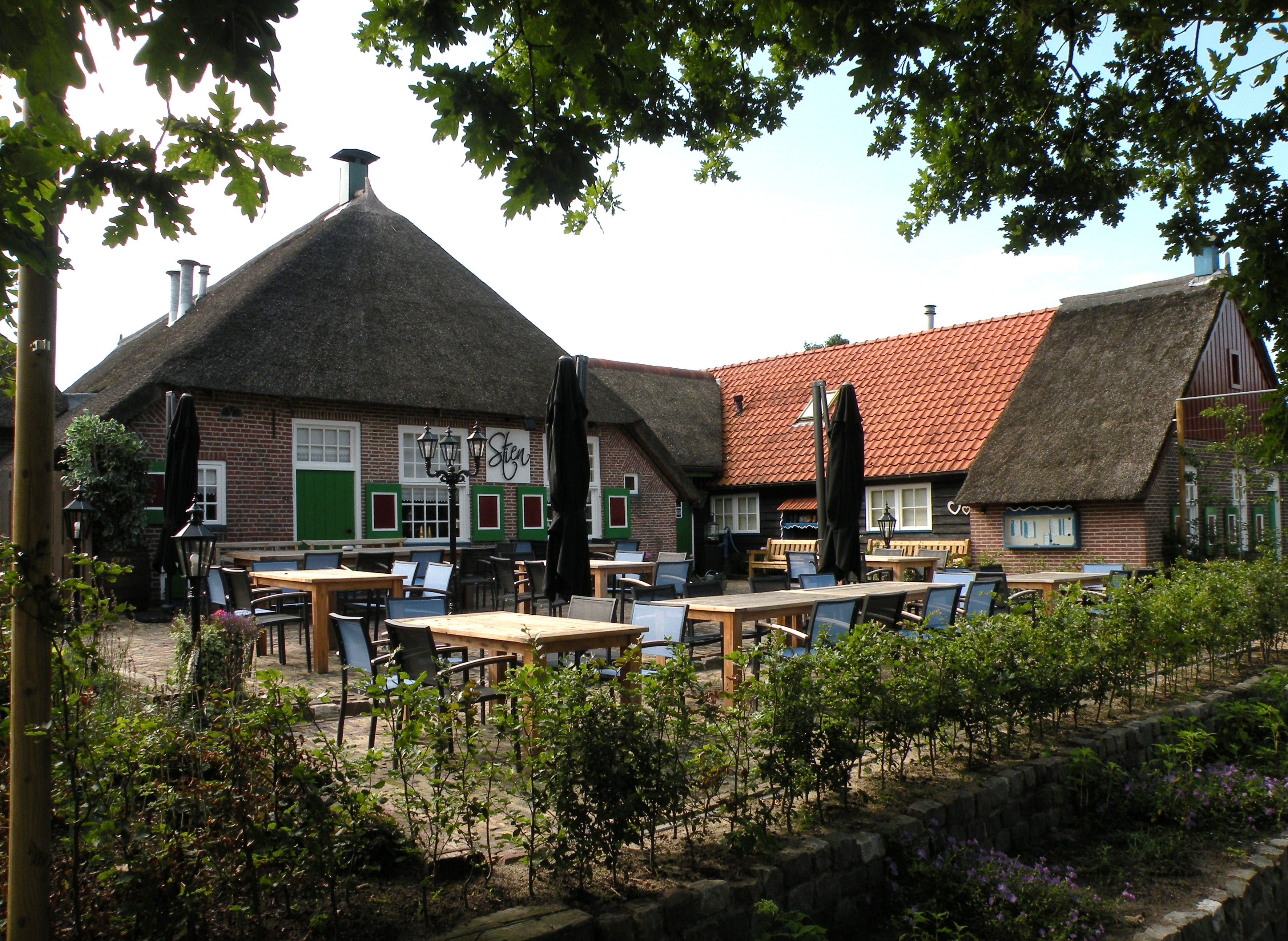
De woning van Stien, de 'witte' boerderij, nu restaurant Stien

Stien (Cristiana) Eelsingh (Zwolle, 1 september 1903 - Meppel, 18 juni 1964) was een Nederlands schilderes die afwisselend in Amsterdam en Staphorst woonde en werkte. Hoewel geboren te Zwolle, is ze de geschiedenis ingegaan als de "schilderes van Staphorst", waar ze vanaf 1942 tot enige weken voor haar dood woonachtig was.

## Leven en werk
Stien Eelsingh werd geboren in 1903 als dochter van Christiana Scheuermann (1867 - 1949) en Jan Anthonie Eelsingh (1866 - 1949). Haar vader was aanvankelijk als huisschilder in dienst van de Nederlandse Spoorwegen, maar was vanaf circa 1898 fotograaf.
Vanaf haar jeugd deed Stien niets liever dan tekenen en werd daarin door haar omgeving aangemoedigd. Toen zij na de lagere school en het voortgezet onderwijs een beroepskeuze moest maken, paste een kunstenaars loopbaan niet in de denkwereld van haar ouders. Die wilden haar laten opleiden tot pianolerares, maar Stiens persoonlijke voorkeur ging toch uit naar de schilderkunst. In een kleine ruimte van haar vader stonden een schildersezel en haar tekenbord. In 1929 kocht ze een pand van haar vader om een eigen atelier in te richten. In haar vroege jaren schilderde zij voornamelijk stadsgezichten, portretten en bloemstillevens. Zoals bij vele schilders uit die tijd zijn zonnebloemen een tijdje favoriet. Bij haar portretstudies had ze een voorkeur voor ambachtslieden en werklozen. Ze was lid van de Zwolse kunstkring, waarmee ze samen met andere kunstenaars geregeld exposeerde.

### Doorbraak
In 1932 slaagde zij erin met de grote tekening De Schoenmaker de Koninklijke Subsidie voor de Schilderkunst te verwerven, die haar in 1933 en 1934 opnieuw werd toegekend. In 1935 verhuisde zij van Zwolle naar Amsterdam (Nieuwmarkt 25 III). Zij nam privélessen bij David Bautz (1884 - 1955) en Henk Meijer (1884 - 1970), die evenals zij lid van Arti et Amicitiae was. Daarnaast was zij lid van de kunstenaarsvereniging De Brug.
In het begin van de Tweede Wereldoorlog, op 5 februari 1941, huwde ze in Amsterdam met Roelof Frankot (1911 - 1984) die ze al in Zwolle had leren kennen. Frankot was fotograaf/schilder en bijna acht jaar jonger dan Stien. Gedurende haar Amsterdamse tijd verbleef ze van tijd tot tijd in Staphorst waar ze in het café van de familie Zielman een kamer huurde en daar tekende en schilderde. Af en toe nam ze haar Amsterdamse schildersvrienden mee naar het voor hen afgelegen Staphorst, waarbij soms ook Henk Henriët en Dirk Filarski aanwezig waren. Toen na verloop van tijd de gevolgen van de oorlog ernstiger en voelbaar werden, besloot ze Amsterdam te verlaten om zich definitief in Staphorst te vestigen.
Staphorst
Vanaf dat moment kreeg de Staphorster bevolking een nog prominentere plaats in haar werk. In 1942 huurde ze met haar echtgenoot een bouwvallige boerderij voor het symbolische bedrag van 60 gulden per jaar. Samen restaureerden ze het pand grondig dat, na een verfbeurt, de Witte Boerderij ging heten en dienst deed als woning, expositieruimte en atelier.
In 1947 stond Stien aan de wieg van Palet, vereniging van beoefenaren van beeldende kunst in Zwolle, waar ze samen met vakgenoten, zoals Piet Zwiers schilderlessen voor zowel jeugdigen als volwassenen verzorgde.
In 1950 werd ze geselecteerd om met het Nagelhoutplan een reis naar Saint-Tropez te maken en verbleef ze de maand oktober aan de Côte d'Azur.
In het kader van de Gerard ter Borchprijs ontving ze in 1954 een eervolle vermelding voor haar doek ‘'Oogsten'’.
Ter gelegenheid van haar zestigste verjaardag, ze was toen al jaren ziek, werd ze benoemd tot Ridder in de Orde van Oranje-Nassau en werd er in Zwolle een eretentoonstelling gehouden. Haar vrienden gaven hierbij een door Hans Redeker geschreven biografisch boekje over haar uit.
Stien Eelsingh overleed in 1964 en werd op traditionele Staphorster manier op een boerenbrik naar haar laatste rustplaats gereden.
Werk van Stien Eelsingh is onder meer te zien in het Staphorster Gemeentehuis, in het Provinciehuis te Zwolle en in het Stedelijk Museum Zwolle.

## Prijzen
- 1932, 1933, 1934: Koninklijke Subsidie voor de Schilderkunst
- 1954: Gerard ter Borch prijs (eervolle vermelding)

## Wetenswaardig
De 'Stien Eelsingh Stichting' heeft op 12 maart 2009, in het bijzijn van de dochter van Stien Eelsingh, Margreet Frankot, de aquarel ‘Kindervreugde’ aan de gemeente Staphorst overhandigd en daarbij de wens geuit dat er ooit een Stien Eelsinghmuseum in Staphorst gerealiseerd kan worden. Deze aquarel was in 2008 uit een nalatenschap in Zuid-Nederland tevoorschijn gekomen.

## Een greep uit haar omvangrijkeoeuvre
Olieverf op doek
- Anjers en fruit (1920-1925)
- Liggend meisje (1920-1930)
- Zonnebloem 1 (1925-1930)
- Stilleven met tulpen (ca. 1927)
- Margriet (1930-1935)
- Nering Bögel (1930-1940)
- Man met wit hemd (1933)
- Zelfportret (1933)
- Staphorster vrouw (1945)
- Bruidspaar (1950-1955)
- Voeden tijdens oogst (1950-1955)
- Bruidje (1950-1960)
- Groep (1950-1960)
- Pluimvee voederen (1950-1960)
- Ondertrouw (1955)
- Bloemenarrangement (1955-1960)
- Groene tafel, vijf vrouwen (1955-1960)
- Koffietied (1955-1960)
- Moeder met geel gekleed kind (1955-1960)
- Spiegel, boeket op kruk 2 (1955-1960)
- Boer draagt haan (1955-1960)
- Drie vrouwen (1960)
- Begrafenis met kar (1960-1963)

Gouache
- Boerderij en opstand (1940-1945)
- Oogsttafereel (1950-1960)
- Kind bij twee vrouwen (1955-1960)
- Moeder met gebakerd kind (1955-1960)
- Liggend bij moeder (1955-1960)
- Twee meisjes met zwarte poes (1955-1960)
- Twee Staphorster kinderen met een haan
- Meisje met lamp (1960)

Tekening
- Kerk te Borne (1925)
- Horlogemaker Boerrigter (1931)
- Vijf Zwollenaren (1932)
- Zittende vrouw (1934)

Aquarel
- Landschap met Staphorster boer en boerin met grazend paard
- Kindervreugde
- Place de L'Ormeau (1950)

Linoleumsnede
- Het Pelserpoortje

Litho
- Staphorster interieur met moeder en kind

Gemengde techniek
- Bonte leghoorns (1955-1960)